# Helmholtz-Allianz für Astroteilchenphysik
Die Helmholtz-Allianz für Astroteilchenphysik (HAP) ist ein Forschernetzwerk, gefördert durch die Helmholtz-Gemeinschaft. HAP beabsichtigt, das junge und interdisziplinäre Forschungsfeld der Astroteilchenphysik an der
Schnittstelle von Astrophysik, Teilchenphysik, Astronomie und Kosmologie maßgeblich zu fördern. HAP vereinigt neben den Helmholtzzentren KIT und DESY insgesamt 15 deutsche Universitäten und drei Max-Planck-Institute sowie drei weitere externe Partner zu einem international sichtbaren Konsortium. Koordiniert durch das KIT, wurde HAP im Sommer 2011 aktiv.

## Beschreibung
Astroteilchenphysik ist ein junges, interdisziplinäres Forschungsfeld an den Schnittflächen von Elementarteilchenphysik, Astrophysik, Astronomie und Kosmologie. Die Helmholtz Allianz für Astroteilchenphysik will dieses dynamische Feld wesentlich befruchten und wissenschaftlich und strukturell voranbringen. Die Allianz zielt auf den Fortschritt der gesamten Astroteilchenphysik und konzentriert sich jedoch auf die nachfolgenden vier Forschungsthemen, die gemeinsam in acht Arbeitspaketen bearbeiten werden.
1. Astroteilchentheorie  ist ein ‘horizontales’ Thema, das eine starke Vernetzung innerhalb der Allianz bewirkt. HAP will eine detaillierte und kohärente Beschreibung der Ausbreitung und Messung von kosmischen Teilchen erreichen, was ein Schlüssel für die astrophysikalische Interpretation von Beobachtungsdaten ist. Die kosmischen Beschleuniger selbst stehen im Fokus des zweiten Arbeitspakets. Im dritten Paket wird die Auswirkungen von Dunkler Materie und ihren möglichen Vernichtungsstrahlungen bearbeitet.
2. Das Nicht-thermische Universum ist ein breites Feld, in dem HAP die Kompetenzen der Allianzpartner in drei Arbeitspaketen bündelt. Multi-messenger Astroteilchenphysik behandelt die gemeinsame Analyse von Beobachtungen von Protonen oder schweren Kernen, Gammastrahlung und Neutrinos. Ein besseres Verständnis der Zusammensetzung und Wechselwirkung kosmischer Strahlung ist dafür ebenso notwendig wie das Paket Neue Detektoren und künftige Herausforderungen für die Vorbereitung auf große neue Projekte.
3. Das Dunkle Universum setzt sich zusammen aus der Dunklen Materie und der sogenannten Dunklen Energie, mit der die noch unverstandene beschleunigte Expansion des Universums beschrieben wird. Konkreter sind die gravitativen Auswirkungen der Dunklen Materie, deren Natur wir in den Arbeitspaketen Analyse der Suche nach Dunkler Materie und Schlüsseltechnologien für die nächste Generation von DM-Experimenten auf die Spur kommen wollen.
4. Die hochspezialisierten Technologien, die in Arbeitspaketen zum Einsatz kommen, werden jeweils dort in ihrem Kontext beschrieben und nur kurz gemeinsam dargestellt. Dieser Sektor wird aber die gleiche Sichtbarkeit wie die übrigen drei Forschungsthemen gegeben und wird Anstrengungen unternehmen dediziert, um die vielfältigen technologischen Synergien innerhalb der Allianz zu nutzen.

## Allianzpartner
Die Allianzpartner der Helmholtz-Allianz für Astroteilchenphysik sind
- die Helmholtz-Zentren KIT und DESY,
- die 15 deutschen Universitäten: Aachen, Berlin (HU), Bonn, Dortmund (TU), Dresden (TU), Erlangen-Nürnberg, Hamburg, Mainz, Münster, München (TU), Potsdam, Siegen, Tübingen, Würzburg und Wuppertal,
- und die folgenden assoziierte Partner:
  - die drei Max-Planck-Institute: MPIK Heidelberg, MPP München und MPE Garching,
  - das Laboratoire APC - AstroParticule et Cosmologie (CNRS/IN2P3, Paris, Frankreich)
  - das Kavli Institute for Cosmological Physics - KICP (University of Chicago, USA),
  - sowie das Instituto de Tecnologías en Detección y Astropartículas – ITeDA (Buenos Aires, Argentinien).

Die Allianz wird insgesamt etwa 100 Wissenschaftler und 90 Doktoranden umfassen.